# Жажада
Жажада — село в Тляратинском районе Дагестана. Входит в состав сельского поселения сельсовет Начадинский.

## География
Расположено в 11 км к северо-востоку от районного центра — села Тлярата, на правом берегу реки Мазадинка.

## Население
| 1869 | 1888 | 1895 | 1926 | 1939 | 1970 | 1989 |
| ---- | ---- | ---- | ---- | ---- | ---- | ---- |
| 48   | ↗76  | ↗81  | ↘58  | ↗66  | ↗72  | ↗138 |
| 2002 | 2010 | 2021 |      |      |      |      |
| ↗139 | ↗200 | ↗294 |      |      |      |      |